# Poligon Petrie
În geometrie, un poligon Petrie a unui politop regulat cu n dimensiuni este un poligon strâmb în care fiecare (n − 1) laturi consecutive (dar nu n) aparțin uneia dintre fațete. Poligonul Petrie al unui poligon regulat este poligonul regulat în sine; cel al unui poliedru regulat este un poligon strâmb astfel încât fiecare două laturi consecutive (dar nu și trei) să aparțină uneia dintre fețe. Poligoanele Petrie poartă numele matematicianului John Flinders Petrie.
Pentru fiecare politop regulat există o proiecție ortogonală pe un plan astfel încât un poligon Petrie să devină un poligon regulat, cu restul proiecției în interiorului său. Planul respectiv este planul Coxeter al grupului de simetrie al poligonului, iar numărul laturilor, h, este numărul Coxeter al grupului Coxeter. Aceste poligoane sunt utile la vizualizarea structurii simetrice a politopurilor regulate de ordin superior (din dimensiuni superioare).
În general, poligoanele Petrie pot fi definite pentru orice graf încorporat. Ele formează fețele unei alte încorporări în același grafic, de obicei pe o suprafață diferită, numită dual Petrie.

## Istoric
John Flinders Petrie (1907–1972) a fost singurul fiu al egiptologului Flinders Petrie. S-a născut în 1907 și ca elev a avut aptitudini remarcabile pentru matematică. Dacă se concentra intens, putea răspunde la întrebări despre obiecte 4-dimensionale complicate vizualizându-le.
El a remarcat primul importanța poligoanelor strâmbe regulate care apar pe suprafața poliedrelor regulate și a politopurilor de ordin super. Coxeter a explicat în 1937 cum el și Petrie au început să extindă subiectul clasic al poliedrelor regulate:
„Într-o zi din 1926, J. F. Petrie mi-a spus cu mult entuziasm că a descoperit două noi poliede regulate; infinite dar fără vârfuri false. Când neîncrederea mea a început să scadă, mi le-a descris: unul format din pătrate, șase la fiecare vârf și unul format din hexagoane, patru la fiecare vârf.”
În 1938 Petrie a colaborat cu Coxeter, Patrick du Val și H.T. Flather pentru a redacta în vederea publicării a lucrării The Fifty-Nine Icosahedra (română Cele cincizeci și nouă de icosaedre). Înțelegând utilitatea geometrică a poligoanelor strâmbe folosite de Petrie, Coxeter le-a numit după prietenul său când a scris Politopuri regulate. Ideea poligoanelor Petrie a fost extinsă mai târziu la politopurile semiregulate.

## Poligoanele Petrie ale poliedrelor regulate
Dualele regulate, {p,q} și {q,p}, sunt conținute în același poligon Petrie. În imaginile compușilor duali din dreapta se poate vedea că poligoanele lor Petrie au intersecții perpendiculare în punctele de tangență ale laturilor cu o sferă comună.
| Pătrat | Hexagon            | Hexagon         | Decagon          | Decagon            |
| --- | ------------------ | --------------- | ---------------- | ------------------ |
| |                    |                 |                  |                    |
| tetraedru {3,3} | cub {4,3}          | octaedru {3,4}  | dodecaedru {5,3} | icosaedru {3,5}    |
| |                    |                 |                  |                    |
| centrat pe laturi | centrat pe vârfuri | centrat pe fețe | centrat pe fețe  | centrat pe vârfuri |
| V:(4,0) | V:(6,2)            | V:(6,0)         | V:(10,10,0)      | V:(10,2)           |
| Poligoanele Petrie sunt conturul acestor proiecții ortogonale. Inelele concentrice ale vârfurilor sunt numerotate începând din exterior și avansând spre interior cu notația: V:(a, b, ...), care se termină în zero dacă nu există vârfuri centrale. Numărul de laturi pentru {p, q} este 24/(10−p−q) − 2. |                    |                 |                  |                    |

Poligoanele Petrie ale poliedrelor Kepler–Poinsot sunt hexagoane {6} și decagrame {10/3}.
| Hexagon                   | Hexagon                         | Decagramă                | Decagramă                        |
| ------------------------- | ------------------------------- | ------------------------ | -------------------------------- |
|                           |                                 |                          |                                  |
| Marele dodecaedru {5,5/2} | Micul dodecaedru stelat {5,5/2} | Marele icosaedru {3,5/2} | Marele dodecaedru stelat {5/2,3} |
|                           |                                 |                          |                                  |

Poligoanele regulate infinite (apeirogoane) pot fi, de asemenea, definite ca fiind poligoanele Petrie ale placărilor regulate, având unghiuri de 90, 120 și 60 de grade ale fețelor lor pătrate, hexagonale și, respectiv, triunghiulare.
Poligoanele strâmbe regulate infinite există, de asemenea, ca poligoane Petrie ale placărilor hiperbolice regulate, cum ar fi placările triunghiulare de ordinul 7, {3,7}:

## Poligoanele Petrie ale policorurilor regulate (4-politopuri)
Poligoanele Petrie ale policorurilor regulate {p, q ,r} pot fi și ele trasate.
| · {3,3,3} · 5-celule · 5 laturi · V:(5,0)        | · {3,3,4} · 16-celule · 8 laturi · V:(8,0)                    | · {4,3,3} · tesseract · 8 laturi · V:(8,8,0)           |
| · {3,4,3} · 24-celule · 12 laturi · V:(12,6,6,0) | · {5,3,3} · 120-celule · 30 laturi · V:((30,60)3,603,30,60,0) | · {3,3,5} · 600-celule · 30 laturi · V:(30,30,30,30,0) |

## Poligoanele Petrie ale politopurilor regulate și uniforme
Poligoanele Petrie sunt utile pentru vizualizarea politopurilor din patru dimensiuni și superioare.

### Hipercuburi
Un hipercub din dimensiunea n are un poligon Petrie cu 2n laturi, care este și numărul fațetelor sale.

Deci, fiecare dintre (n−1)-cuburi care îi formează suprafața are n−1 fețe între laturile poligonului Petrie.
| Hipercuburi | Hipercuburi | Hipercuburi |
| --- | ----------- | ----------- |
| Digonul Petrie al 1-cubului arată identic cu 1-cubul. Dar 1-cubul are o singură latură, în timp ce digonul are două. Pătratul Petrie al The 2-cubului este identic xu 2-cubul. Fiecare pereche de fețe consecutive ale hexagonului Petrie al 3-cubului aparține uneia dintre cele șase fețe pătrate ale sale. Fiecare triplet de laturi consecutive ale octogonului Petrie al 4-cubului aparține uneia dintre cele opt celule cubice ale sale. Imaginile arată cum poligonul Petrie pentru dimensiunea n+1 poate fi construit din cel pentru dimensiunea n: - Prima jumătate (laturile dintre vârfurile cu numere < 2n) rămâne cum este. - Cealaltă jumătate este deplasată în următoarea dimensiune (se adaugă 2n la numărul vârfurilor). - Două laturi noi (cele portocalii) se adaugă pentru a conecta cele două părți. (Pentru n=1 prima și a doua jumătate sunt cele două laturi ale digonului, distincte, dar care coincid.) Laturile fiecărui poligon Petrie aparțin următoarelor dimensiuni: (1, 1), (1, 2, 1, 2), (1, 2, 3, 1, 2, 3), (1, 2, 3, 4, 1, 2, 3, 4), etc. Astfel oricare n laturi consecutive sunt în dimensiuni diferite. |             |             |
| Pătrat | Cub         | Tesseract   |
| |             |             |
| |             |             |